# Vertretung des Landes Brandenburg bei der Europäischen Union
Die Vertretung des Landes Brandenburg bei der Europäischen Union ist die Landesvertretung Brandenburgs bei der Europäischen Union mit Sitz in Brüssel. Sie unterstützt die Brandenburger Landesregierung in der Umsetzung der Brandenburger Europapolitik.

## Organisation
Das Büro des Landes Brandenburg bei der EU in Brüssel ist dem Ministerium der Finanzen und für Europa (MdFE) zugeordnet.

## Aufgaben und Ziele
Die Vertretung des Landes Brandenburg bei der Europäischen Union nimmt die Interessen des Landes auf europäischer Ebene wahr und vermittelt Informationen zwischen der EU und der Landesregierung. Sie pflegt die Kontakte zu den Europaabgeordneten, zur Europäischen Kommission, dem Ministerrat sowie zu den Büros der deutschen Länder, anderen europäischen Regionen und zu den vielfältigen europäischen Netzwerken. Das Büro ist Ansprechpartner für brandenburgische Landkreise, Kommunen, Hochschulen, Unternehmen, Verbände und sonstige Einrichtungen bei der Vermittlung von Kontakten zu europäischen Entscheidungsträgern.